# Christopher Sykes, 2. Baronet

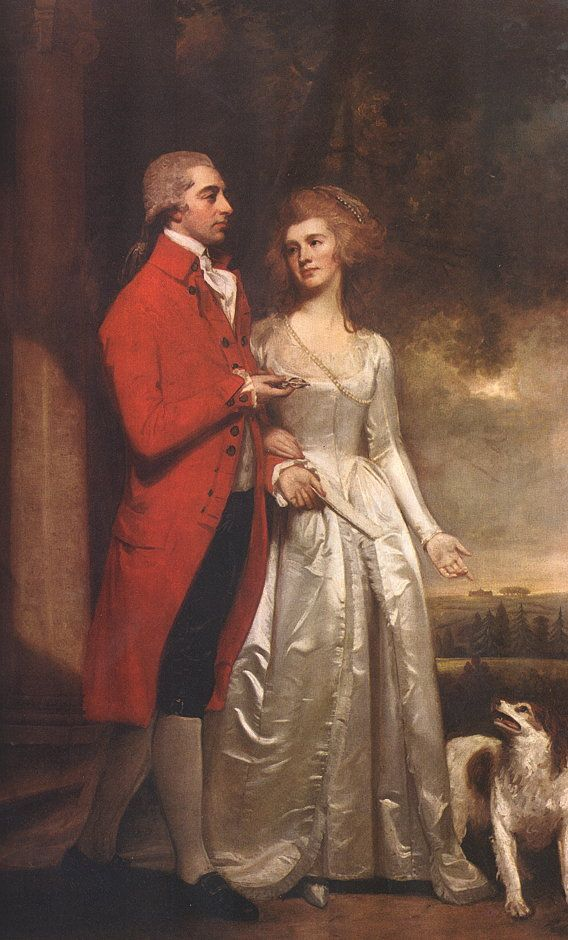
Christopher und Elizabeth Sykes, Gemälde von George Romney, 1786

Sir Christopher Sykes, 2. Baronet (* 23. Mai 1749; † 17. September 1801) war ein britischer Politiker.

## Leben
Christopher Sykes war ein Sohn von Reverend Sir Mark Sykes, 1. Baronet und dessen Frau Decima (geborene Woodham). Er besuchte das Brasenose College der University of Oxford. Am 23. Oktober 1770 heiratete er Elizabeth Tatton. Aus der Ehe gingen drei Söhne und zwei Töchter hervor. Am 14. September 1783 folgte er seinem Vater als 2. Baronet, of Sledmere in the County of York, nach. Von 1784 bis 1790 vertrat er den Wahlkreis Beverley im House of Commons. Bei den Wahlen 1790 verzichtete er auf eine erneute Kandidatur. Nach seinem Tod 1801 wurde sein ältester Sohn Mark 3. Baronet.
Der britische Politiker Christopher Sykes (1831–1898) war sein Enkel. Des Weiteren war der britische Schriftsteller, Oberst, Politiker und Diplomat Mark Sykes, 6. Baronet sein Urenkel und der britische Autor Christopher Sykes, als Sohn des 6. Baronet, sein Ururenkel.